# Volta a Catalunya de 1945
La Volta a Catalunya de 1945 fou la vint-i-cinquena edició de la Volta a Catalunya. La prova es disputà en 14 etapes entre el 2 i el 16 de setembre de 1945, amb un total de 1.825 km. El vencedor final fou el valencià Bernardo Ruiz, per davant de Joan Gimeno, i Robert Zimmermann.
Per celebrar la 25a edició, es programen 14 etapes, dues de les quals dividides amb dos sectors. El dia de la sortida hi són presents el fundador de la "Volta", Miquel Arteman, i els primers guanyadors Sebastià Masdeu, Josep Magdalena i Joan Martí.
Joan Gimeno lidera la cursa fins que, a la 9a etapa, trenca la cadena a Coll de Nargó i perd tota possibilitat de victòria.

## Etapes
| Etapa | Data           | Recorregut                   | km    | Guanyador               | Líder                |
| ----- | -------------- | ---------------------------- | ----- | ----------------------- | -------------------- |
| 1a    | 2 de setembre  | Montjuïc - Montjuïc          | 48,0  | Enric Armengol (ESP)    | Enric Armengol (ESP) |
| 2a    | 2 de setembre  | Barcelona - Manresa          | 69,0  | Antonio Martín (ESP)    | Joan Gimeno (ESP)    |
| 3a    | 3 de setembre  | Manresa - Reus               | 136,0 | Vicente Carretero (ESP) | Joan Gimeno (ESP)    |
| 4a    | 4 de setembre  | Reus - Tortosa               | 119,0 | Vicente Carretero (ESP) | Joan Gimeno (ESP)    |
| 5a    | 5 de setembre  | Tortosa - Tarragona          | 142,0 | Miquel Gual (ESP)       | Joan Gimeno (ESP)    |
| 6a A  | 7 de setembre  | Tarragona - Valls (CRI)      | 21,0  | Cipriano Elys (ESP)     | Joan Gimeno (ESP)    |
| 6a B  | 7 de setembre  | Valls - Tàrrega              | 80,0  | Miquel Gual (ESP)       | Joan Gimeno (ESP)    |
| 7a    | 8 de setembre  | Tàrrega - Gironella          | 112,0 | Miquel Gual (ESP)       | Joan Gimeno (ESP)    |
| 8a    | 9 de setembre  | Gironella - Tremp            | 158,0 | Vicente Carretero (ESP) | Joan Gimeno (ESP)    |
| 9a    | 10 de setembre | Tremp - Seu d'Urgell         | 92,0  | Robert Zimmermann (SUI) | Bernardo Ruiz (ESP)  |
| 10a   | 11 de setembre | Seu d'Urgell - Palafrugell   | 232,0 | Joan Gimeno (ESP)       | Bernardo Ruiz (ESP)  |
| 11a   | 13 de setembre | Palafrugell - Girona         | 139,0 | Vicente Carretero (ESP) | Bernardo Ruiz (ESP)  |
| 12a A | 14 de setembre | Girona - Lloret de Mar (CRI) | 50,0  | Robert Zimmermann (SUI) | Bernardo Ruiz (ESP)  |
| 12a B | 14 de setembre | Lloret de Mar - Manlleu      | 112,0 | Vicente Carretero (ESP) | Bernardo Ruiz (ESP)  |
| 13a   | 15 de setembre | Manlleu - Granollers         | 180,0 | Vicente Carretero (ESP) | Bernardo Ruiz (ESP)  |
| 14a   | 16 de setembre | Granollers - Barcelona       | 132,0 | Miquel Gual (ESP)       | Bernardo Ruiz (ESP)  |

### Etapa 1 Barcelona - Barcelona. 48,0 km
|   | Ciclista       | Equip                     | Temps      |
| - | -------------- | ------------------------- | ---------- |
| 1 | Enric Armengol | U.C. Hospitalet - Galindo | 1h 17' 26" |
| 2 | Bernardo Ruiz  | Galindo                   | m. t.      |
| 3 | Vicente Gimeno | UE Sants                  | + 31"      |

|   | Ciclista       | Equip                     | Temps      |
| - | -------------- | ------------------------- | ---------- |
| 1 | Enric Armengol | U.C. Hospitalet - Galindo | 1h 17' 26" |
| 2 | Bernardo Ruiz  | Galindo                   | m. t.      |
| 3 | Vicente Gimeno | UE Sants                  | + 31"      |

### Etapa 2. Barcelona - Manresa. 69,0 km
|   | Ciclista       | Equip                     | Temps      |
| - | -------------- | ------------------------- | ---------- |
| 1 | Antonio Martín | UE Sants                  | 2h 01' 20" |
| 2 | Joan Gimeno    | U.C. Hospitalet - Galindo | m. t.      |
| 3 | Juan Martínez  | AC Montjuïc               | + 33"      |

|   | Ciclista      | Equip                     | Temps      |
| - | ------------- | ------------------------- | ---------- |
| 1 | Joan Gimeno   | U.C. Hospitalet - Galindo | 3h 20' 50" |
| 2 | Juan Martínez | AC Montjuïc               | + 33"      |
| 3 | Joaquim Olmos | U.C. Hospitalet - Galindo | + 01' 05"  |

### Etapa 3. Manresa - Reus. 136,0 km
|   | Ciclista          | Equip               | Temps      |
| - | ----------------- | ------------------- | ---------- |
| 1 | Vicente Carretero | Galindo             | 4h 09' 30" |
| 2 | Pietro Tarchini   | Pirelli             | + 02' 18"  |
| 3 | Miquel Gual       | AC Montjuïc-Galindo | m. t.      |

|   | Ciclista      | Equip                     | Temps      |
| - | ------------- | ------------------------- | ---------- |
| 1 | Joan Gimeno   | U.C. Hospitalet - Galindo | 7h 31' 22" |
| 2 | Juan Martínez | AC Montjuïc               | + 33"      |
| 3 | Pedro Más     | AC Montjuïc               | + 45"      |

### Etapa 4. Reus - Tortosa. 119,0 km
|   | Ciclista          | Equip                     | Temps      |
| - | ----------------- | ------------------------- | ---------- |
| 1 | Vicente Carretero | Galindo                   | 4h 02' 22" |
| 2 | Joan Gimeno       | U.C. Hospitalet - Galindo | m. t.      |
| 3 | Miquel Gual       | AC Montjuïc-Galindo       | m. t.      |

|   | Ciclista          | Equip                     | Temps       |
| - | ----------------- | ------------------------- | ----------- |
| 1 | Joan Gimeno       | U.C. Hospitalet - Galindo | 11h 33' 44" |
| 2 | Vicente Carretero | Galindo                   | + 01' 42"   |
| 3 | Bernardo Ruiz     | Galindo                   | + 04' 32"   |

### Etapa 5. Tortosa - Tarragona. 142,0 km
|   | Ciclista        | Equip               | Temps      |
| - | --------------- | ------------------- | ---------- |
| 1 | Miquel Gual     | AC Montjuïc-Galindo | 4h 54' 11" |
| 2 | Pietro Tarchini | Pirelli             | m. t.      |
| 3 | Miquel Casas    | C.C. Provençalenc   | m. t.      |

|   | Ciclista          | Equip                     | Temps       |
| - | ----------------- | ------------------------- | ----------- |
| 1 | Joan Gimeno       | U.C. Hospitalet - Galindo | 16h 27' 55" |
| 2 | Vicente Carretero | Galindo                   | + 01' 42"   |
| 3 | Bernardo Ruiz     | Galindo                   | + 04' 32"   |

### Etapa 6. (6A Tarragona-Valls 21 km) i (6B Valls-Tàrrega 80 km)
|   | Ciclista      | Equip                     | Temps   |
| - | ------------- | ------------------------- | ------- |
| 1 | Cipriano Elys | D.C. Manresà - Galindo    | 32' 36" |
| 2 | Bernardo Ruiz | Galindo                   | + 31"   |
| 3 | Joan Gimeno   | U.C. Hospitalet - Galindo | + 43"   |

|   | Ciclista        | Equip               | Temps      |
| - | --------------- | ------------------- | ---------- |
| 1 | Miquel Gual     | AC Montjuïc-Galindo | 3h 35' 25" |
| 2 | Pietro Tarchini | Pirelli             | m. t.      |
| 3 | Bernardo Ruiz   | Galindo             | m. t.      |

|   | Ciclista      | Equip                     | Temps      |
| - | ------------- | ------------------------- | ---------- |
| 1 | Cipriano Elys | D.C. Manresà - Galindo    | 4h 08' 05" |
| 2 | Bernardo Ruiz | Galindo                   | + 27"      |
| 3 | Joan Gimeno   | U.C. Hospitalet - Galindo | + 43"      |

|   | Ciclista          | Equip                     | Temps       |
| - | ----------------- | ------------------------- | ----------- |
| 1 | Joan Gimeno       | U.C. Hospitalet - Galindo | 20h 36' 43" |
| 2 | Vicente Carretero | Galindo                   | + 02' 03"   |
| 3 | Bernardo Ruiz     | Galindo                   | + 04' 16"   |

### Etapa 7. Tàrrega - Gironella. 112,0 km
|   | Ciclista        | Equip               | Temps      |
| - | --------------- | ------------------- | ---------- |
| 1 | Miquel Gual     | AC Montjuïc-Galindo | 3h 58' 08" |
| 2 | Antonio Martín  | UE Sants            | m. t.      |
| 3 | Pietro Tarchini | Pirelli             | m. t.      |

|   | Ciclista          | Equip                     | Temps       |
| - | ----------------- | ------------------------- | ----------- |
| 1 | Joan Gimeno       | U.C. Hospitalet - Galindo | 24h 34' 51" |
| 2 | Vicente Carretero | Galindo                   | + 02' 03"   |
| 3 | Bernardo Ruiz     | Galindo                   | + 04' 16"   |

### Etapa 8. Gironella - Tremp. 158,0 km
|   | Ciclista          | Equip                     | Temps      |
| - | ----------------- | ------------------------- | ---------- |
| 1 | Vicente Carretero | Galindo                   | 5h 33' 43" |
| 2 | Joan Gimeno       | U.C. Hospitalet - Galindo | m. t.      |
| 3 | Bernardo Ruiz     | Galindo                   | m. t.      |

|   | Ciclista          | Equip                     | Temps       |
| - | ----------------- | ------------------------- | ----------- |
| 1 | Joan Gimeno       | U.C. Hospitalet - Galindo | 30h 08' 34" |
| 2 | Vicente Carretero | Galindo                   | + 02' 03"   |
| 3 | Bernardo Ruiz     | Galindo                   | + 04' 16"   |

### Etapa 9. Tremp - la Seu d'Urgell. 92,0 km
|   | Ciclista          | Equip    | Temps      |
| - | ----------------- | -------- | ---------- |
| 1 | Robert Zimmermann | Pirelli  | 3h 00' 42" |
| 2 | Bernardo Ruiz     | Galindo  | m. t.      |
| 3 | Antonio Martín    | UE Sants | + 04' 58"  |

|   | Ciclista          | Equip                     | Temps       |
| - | ----------------- | ------------------------- | ----------- |
| 1 | Bernardo Ruiz     | Galindo                   | 33h 13' 32" |
| 2 | Vicente Carretero | Galindo                   | + 09' 35"   |
| 3 | Artur Dorsé       | U.C. Hospitalet - Galindo | + 15' 12"   |

### Etapa 10. la Seu d'Urgell - Palafrugell. 232,0 km
|   | Ciclista      | Equip                     | Temps      |
| - | ------------- | ------------------------- | ---------- |
| 1 | Joan Gimeno   | U.C. Hospitalet - Galindo | 7h 57' 30" |
| 2 | Joaquim Olmos | U.C. Hospitalet - Galindo | m. t.      |
| 3 | Joaquim Filba | AC Montjuïc               | m. t.      |

|   | Ciclista          | Equip                     | Temps       |
| - | ----------------- | ------------------------- | ----------- |
| 1 | Bernardo Ruiz     | Galindo                   | 41h 11' 02" |
| 2 | Vicente Carretero | Galindo                   | + 13' 48"   |
| 3 | Joan Gimeno       | U.C. Hospitalet - Galindo | + 25' 20"   |

### Etapa 11. Palafrugell - Girona. 139,0 km
|   | Ciclista          | Equip                     | Temps      |
| - | ----------------- | ------------------------- | ---------- |
| 1 | Vicente Carretero | Galindo                   | 4h 37' 04" |
| 2 | Joaquim Filba     | AC Montjuïc               | m. t.      |
| 3 | Artur Dorsé       | U.C. Hospitalet - Galindo | m. t.      |

|   | Ciclista          | Equip                     | Temps       |
| - | ----------------- | ------------------------- | ----------- |
| 1 | Bernardo Ruiz     | Galindo                   | 41h 11' 02" |
| 2 | Vicente Carretero | Galindo                   | + 12' 13"   |
| 3 | Joan Gimeno       | U.C. Hospitalet - Galindo | + 13' 45"   |

### Etapa 12. (12A Girona-Lloret de Mar 50 km) i (12B Lloret de Mar-Manlleu 112 km)
|   | Ciclista          | Equip                     | Temps     |
| - | ----------------- | ------------------------- | --------- |
| 1 | Robert Zimmermann | Pirelli                   | 32' 36"   |
| 2 | Joan Gimeno       | U.C. Hospitalet - Galindo | + 01' 31" |
| 3 | Hans Maag         | Pirelli                   | + 01' 49" |

|   | Ciclista          | Equip                     | Temps      |
| - | ----------------- | ------------------------- | ---------- |
| 1 | Vicente Carretero | Galindo                   | 4h 13' 35" |
| 2 | Joan Gimeno       | U.C. Hospitalet - Galindo | + 01"      |
| 3 | João Rebelo       | Sporting de Portugal      | + 03"      |

|   | Ciclista          | Equip                     | Temps      |
| - | ----------------- | ------------------------- | ---------- |
| 1 | Robert Zimmermann | Pirelli                   | 5h 20' 32" |
| 2 | Joan Gimeno       | U.C. Hospitalet - Galindo | + 01' 32"  |
| 3 | João Rebelo       | Sporting de Portugal      | + 02' 21"  |

|   | Ciclista          | Equip                     | Temps       |
| - | ----------------- | ------------------------- | ----------- |
| 1 | Bernardo Ruiz     | Galindo                   | 51h 15' 18" |
| 2 | Joan Gimeno       | U.C. Hospitalet - Galindo | + 10' 12"   |
| 3 | Robert Zimmermann | Pirelli                   | + 12' 08"   |

### Etapa 13. Manlleu - Granollers. 180,0 km
|   | Ciclista          | Equip                     | Temps      |
| - | ----------------- | ------------------------- | ---------- |
| 1 | Vicente Carretero | Galindo                   | 6h 29' 45" |
| 2 | Pedro Más         | AC Montjuïc               | m. t.      |
| 3 | Joaquim Olmos     | U.C. Hospitalet - Galindo | m. t.      |

|   | Ciclista          | Equip                     | Temps       |
| - | ----------------- | ------------------------- | ----------- |
| 1 | Bernardo Ruiz     | Galindo                   | 57h 45' 03" |
| 2 | Joan Gimeno       | U.C. Hospitalet - Galindo | + 10' 12"   |
| 3 | Robert Zimmermann | Pirelli                   | + 12' 08"   |

### Etapa 14. Granollers - Barcelona. 132,0 km
|   | Ciclista    | Equip                     | Temps      |
| - | ----------- | ------------------------- | ---------- |
| 1 | Miquel Gual | AC Montjuïc-Galindo       | 3h 57' 50" |
| 2 | Artur Dorsé | U.C. Hospitalet - Galindo | m. t.      |
| 3 | Pedro Más   | AC Montjuïc               | m. t.      |

|   | Ciclista          | Equip                     | Temps       |
| - | ----------------- | ------------------------- | ----------- |
| 1 | Bernardo Ruiz     | Galindo                   | 61h 43' 33" |
| 2 | Joan Gimeno       | U.C. Hospitalet - Galindo | + 09' 32"   |
| 3 | Robert Zimmermann | Pirelli                   | + 11' 28"   |

## Classificació final
| Pos. | Ciclista                    | Club                      | Temps        |
| ---- | --------------------------- | ------------------------- | ------------ |
| 1    | Bernardo Ruiz (ESP)         | Galindo                   | 61h 43' 33"  |
| 2    | Joan Gimeno (ESP)           | U.C. Hospitalet - Galindo | + 9' 32"     |
| 3    | Robert Zimmermann (SUI)     | Pirelli                   | + 11' 28"    |
| 4    | Vicente Carretero (ESP)     | Galindo                   | + 15' 22"    |
| 5    | Antonio Andrés Sancho (ESP) | UE Sants                  | + 22' 23"    |
| 6    | Artur Dorsé (ESP)           | U.C. Hospitalet - Galindo | + 33' 22"    |
| 7    | João Rebelo (POR)           | Sporting de Portugal      | + 47' 57"    |
| 8    | Joaquim Filba (ESP)         | AC Montjuïc               | + 56' 11"    |
| 9    | Miquel Gual (ESP)           | AC Montjuïc-Galindo       | + 56' 29"    |
| 10   | Cipriano Elys (ESP)         | Galindo                   | + 1h 11' 40" |

## Classificacions secundàries
| Pos. | Ciclista          | Equip               | Punts |
| ---- | ----------------- | ------------------- | ----- |
| 1    | Vicente Carretero | Galindo             | 11    |
| 2    | Bernardo Ruiz     | Galindo             | 10    |
| 3    | Miquel Gual       | AC Montjuïc-Galindo | 8     |

| Pos. | Equip           | Temps        |
| ---- | --------------- | ------------ |
| 1    | U.C. Hospitalet | 187h 34' 34" |
| 2    | AC Montjuïc     | + 49' 36"    |
| 3    | UE Sants        | + 1h 37' 49" |